# Велкам (Південна Кароліна)
Велкам (англ. Welcome) — переписна місцевість (CDP) в США, в окрузі Грінвілл штату Південна Кароліна. Населення — 7298 осіб (2020).

## Географія
Велкам розташований за координатами 34°48′37″ пн. ш. 82°28′4″ зх. д. / 34.81028° пн. ш. 82.46778° зх. д. (34.810150, -82.467706).  За даними Бюро перепису населення США в 2010 році переписна місцевість мала площу 12,14 км², з яких 12,01 км² — суходіл та 0,13 км² — водойми.

## Демографія
Згідно з переписом 2010 року, у переписній місцевості мешкало 6668 осіб у 2623 домогосподарствах у складі 1707 родин. Густота населення становила 549 осіб/км².  Було 2977 помешкань (245/км²).
Расовий склад населення:
| - 58,6 % — білих - 27,9 % — чорних або афроамериканців - 0,6 % — корінних американців - 0,4 % — азіатів - 10,7 % — осіб інших рас |

До двох чи більше рас належало 1,8 %. Частка іспаномовних становила 16,3 % від усіх жителів.
За віковим діапазоном населення розподілялося таким чином: 24,8 % — особи молодші 18 років, 61,3 % — особи у віці 18—64 років, 13,9 % — особи у віці 65 років та старші. Медіана віку мешканця становила 36,8 року. На 100 осіб жіночої статі у переписній місцевості припадало 90,9 чоловіків;  на 100 жінок у віці від 18 років та старших — 88,1 чоловіків також старших 18 років.
Середній дохід на одне домашнє господарство  становив 38 113 долари США (медіана — 32 390), а середній дохід на одну сім'ю — 41 967 доларів (медіана — 36 739). За межею бідності перебувало 20,1 % осіб, у тому числі 36,1 % дітей у віці до 18 років та 13,9 % осіб у віці 65 років та старших.
Цивільне працевлаштоване населення становило 2603 особи. Основні галузі зайнятості: виробництво — 17,2 %, освіта, охорона здоров'я та соціальна допомога — 13,7 %, мистецтво, розваги та відпочинок — 12,9 %.